# Harvey Klehr
Harvey Elliott Klehr (nascido em 25 de dezembro de 1945) é professor de política e história na Emory University. Klehr é conhecido por seus livros sobre o movimento comunista americano e sobre a espionagem soviética na América (muitos escritos em conjunto com John Earl Haynes). Ganhou o prêmio Thomas Jeferson da Universidade Emory.